# Gelnica mesto
Gelnica mesto – przystanek kolejowy znajduący się w mieście Gelnica w kraju koszyckim pod adresem Banícke námestie 364/63 na linii kolejowej 173 Margecany – Červená Skala, na Słowacji.